# Unión Afirmativa de Venezuela
Unión Afirmativa de Venezuela (UNAF) es una organización dedicada a la defensa de los derechos LGBT en Venezuela. Fue una de las primeras organizaciones de la diversidad sexual registrada de manera formal en el país y forma parte de la Red de Lesbianas, Gays, Bisexuales, Trans e Intersexuales de Venezuela .

## Historia
Surgida como una escisión del Movimiento Ambiente de Venezuela (MAV), fue registrada oficialmente el 24 de noviembre de 2000. Su principal objetivo al momento de su constitución era la lucha contra la discriminación en base a la orientación sexual. En 2001 la UNAF fue una de las agrupaciones creadoras de la Red GLBT de Venezuela, primera instancia formal de articulación entre asociaciones de la diversidad sexual en el país; estaba compuesta por Alianza Lambda de Venezuela, Amazonas de Venezuela, Iglesia de la Comunidad Metropolitana, Acción Ciudadana contra el SIDA, Red Venezolana de Gente Positiva (RGV+), Sociedad Willis Wilde, Colectivo Tendencias del Grupo ASES de Venezuela, y se mantuvo activa hasta 2003.
Junto con otras organizaciones LGBT, como por ejemplo la Alianza Lambda de Venezuela, fue una de las agrupaciones creadoras de la Marcha del Orgullo LGBT de Caracas en 2003. En mayo de 2005 sostuvo una reunión, junto con el Movimiento Gay Revolucionario de Venezuela (MGRV), con Freddy Bernal, alcalde del Municipio Libertador de Caracas, a raíz de declaraciones homófobas, y en las cual su oficina se comprometió a defender la igualdad de derechos para las personas LGBT, así como también evitar abusos por parte de la Policía de Caracas. En 2009 Unión Afirmativa fue una de las organizaciones fundadoras de la Red de Lesbianas, Gays, Bisexuales, Trans e Intersexuales de Venezuela.
El 7 de octubre de 2003 la asociación presentó una solicitud de interpretación al Tribunal Supremo de Justicia sobre una serie de artículos para aclarar si la Constitución de Venezuela reconocía a las parejas del mismo sexo con la figura del matrimonio o del concubinato; dicha petición no recibiría respuesta hasta 2008. El 28 de febrero de 2008, el Tribunal Supremo de Justicia finalmente emitió un dictamen en la solicitud de interpretación presentado en 2003 por Unión Afirmativa de Venezuela. En su respuesta, el Tribunal afirmó que si bien las personas homosexuales tenían todos los derechos, tanto civiles y políticos, como económicos, sociales y culturales, la constitución no les reconocía protección especial equiparable al matrimonio o concubinato entre un hombre y una mujer, considerando que no se les puede privar de los derechos económicos y sociales, ya que hacerlo sería considerado discriminatorio y un trato de inequidad ante la ley. Sin embargo, continúa la decisión, es la Asamblea Nacional la que puede emitir legislación que reconozca y proteja estos derechos en parejas homosexuales.
En febrero de 2014 Quiteria Franco asumió la coordinación general de Unión Afirmativa de Venezuela. En 2019 UNAF lanzó, en conjunto con el Centro de Justicia y Paz, Funcamama, Acción Solidaria y Prepara Familia, la iniciativa «Con Ellas», destinada promover la atención de niñas y mujeres, a quienes consideran los grupos más vulnerables en medio de la emergencia humanitaria en Venezuela.